# Admiral Hipper osztály
Az Admiral Hipper-osztály a Kriegsmarine öt egységből állónak tervezett nehézcirkáló-osztálya volt, melyeket a 30-as évek közepétől kezdtek el építeni és hármat fejeztek be közülük teljesen. Az osztály egységei az Admiral Hipper, a Blücher, a Prinz Eugen, a Seydlitz és a Lützow voltak. Csak az első három vett részt a második világháborúban a német haditengerészet kötelékében. A Seydlitz építését leállították mikor már 95%-ban elkészült, mert az a döntés született, hogy repülőgép-hordozóvá alakítják át, de ebben a formában sem készült el. A Lützow-t félkész állapotában 1940-ben eladták a Szovjetuniónak.
Az Admiral Hipper és a Blücher részt vettek Norvégia megszállásában 1940 áprilisában. A Blücher az Oslo előtti erődítmények tüzében veszett oda súlyos emberveszteséggel. Az Admiral Hipper a Trondheim ellen vonuló harccsoportot vezette, Norvégia sikeres megszállása után az Atlanti-óceánon folytatott portyázott ellenséges kereskedelmi hajókra vadászva. 1942-ben Norvégia északi részére helyezték át, hogy a Szovjetunióba tartó konvojokat támadja. 1942 decemberében a barents-tengeri csata során brit cirkálók rongálták meg.
A Prinz Eugen első bevetése a Rheinübung hadművelet volt, melyben a Bismarck csatahajóval vett részt közösen. A francia atlanti partokról 1942-ben a Cerberus hadművelet keretében a két Scharnhorst-osztályú csatahajóval sikeresen visszatért Németországba, ami után az Admiral Hipperhez hasonlóan Norvégiába helyezték át. Itt egy brit tengeralattjáró torpedója rongálta meg, aminek kijavításához vissza kellett térnie Németországba. Az Admiral Hipper 1943 elején visszatért Németországba és ekkor a javítások miatt kivonták a szolgálatból, majd 1944 őszén ismét szolgálatba állították, hogy a következő évben részt vehessen a Baltikumban zajló mentőakciókban. A Prinz Eugent vele ellentétben teljes szolgálatban tartották és a háború hátralévő részében a Baltikumban maradt.
Az Admiral Hippert saját legénysége süllyesztette el 1945 májusában Kielben, ahol a háború után lebontották. A háborút átvészelő Prinz Eugen az Egyesült Államok hadizsákmánya lett. Az amerikaiak 1946-ban egy nukleáris teszthez használták fel. A Seydlitzet Königsbergbe vontatták, ahol elsüllyesztették még a szovjetek beérkezése előtt. A háború után kiemelték és lebontották. A Lützow a Szovjetunióban a Petropavlovszk nevet kapta és a Barbarossa hadművelet kezdetéig sem fejezték be az építését. A tüzérségével támogatta a szárazföldi harcokat, mígnem 1941 szeptemberében elsüllyesztették. Egy évvel később kiemelték és kellőképp kijavították ahhoz, hogy – immár Tallin névvel – a Leningrád felmentésére irányuló hadműveletben részt vehessen. Másodlagos szerepkörben az 50-es évekig szolgálatban tartották, majd pedig lebontották.

## Tervezés

### Kifejlesztés
A versailles-i békeszerződés 181. cikkelye a német haditengerészet nagyobb egységeinek számát hat (pre-dreadnought) csatahajóra és hat könnyűcirkálóra korlátozta. Ezeket az egységeket nem lehetett addig lecserélni, amíg el nem érték a húsz éves kort, és ezután is csak legfeljebb 10 000 t vízkiszorítású egységekkel cserélhették a csatahajókat és 6000 tonnásakkal a cirkálókat. 1922 februárjában a nagy tengeri hatalmak aláírták a Washingtoni Flottaegyezményt és bár Németország nem volt a meghívottak között, de az itt meghatározott minőségi korlátozások rá is vonatkoztak. Az 1920-as évekre a Reichsmarine cirkálói elég időt töltöttek már szolgálatban ahhoz, hogy új építésűekkel cseréljék le őket. Az évtized során megépítették az Emdent, a három Königsberg-osztályú és a két Leipzig-osztályú könnyűcirkálót a leváltásukra.
Az 1930-as londoni tengerészeti egyezmény a cirkálókat formálisan két altípusra osztotta: a nehézcirkálókra, melyek fő fegyverzete 20,3 cm-es űrméretű ágyúkból állhatott, és a könnyűcirkálókra, melyek 15,5 cm-es ágyúkat kaphattak. A versailles-i békeszerződés alapján Németország nem építhetett nehézcirkálókat, de az NSDAP 1933-as hatalomra kerülésekor formálisan visszautasította a békeszerződést. A genfi leszerelési konferenciáról való kivonulás után Hitler úgy érvelt, hogy amennyiben a többi európai állam nem csökkenti a fegyveres erejét arányosan Németországgal, akkor el kell fogadniuk a német fegyverkezést. Az 1935. május 21-től a Kriegsmarine nevet viselő német haditengerészet ezután szabadon fegyverkezhetett. Ezután Németország Nagy-Britanniával megkötötte az angol-német tengerészeti egyezményt, ami alapján a németek a brit flotta méretének 35%-ának megfelelő méretű felszíni flottát építhettek ki. Ennek alapján Németország 50 000 t vízkiszorításig építhetett nehézcirkálókat, ami öt darab 10 000 t-s egységet jelentett.
Az első három egység terveivel 1934-35-ben készültek el, az eredetileg könnyűcirkálónak tervezett Seydlitz és Lützow tervei 1934-1936-ban készültek el. Ez a kettő is négy lövegtoronnyal rendelkezett volna, de ezekbe nem kettő 20,3 cm-es, hanem három 15 cm-es löveg került volna, összesen 12 darab. A két könnyűcirkáló egyéb részleteiben nem különbözött volna a három nehézcirkálótól. 1936. november 14-én a haditengerészet úgy döntött, hogy az utolsó két egységet is nehézcirkálóknak építi meg.

### Általános jellemzők

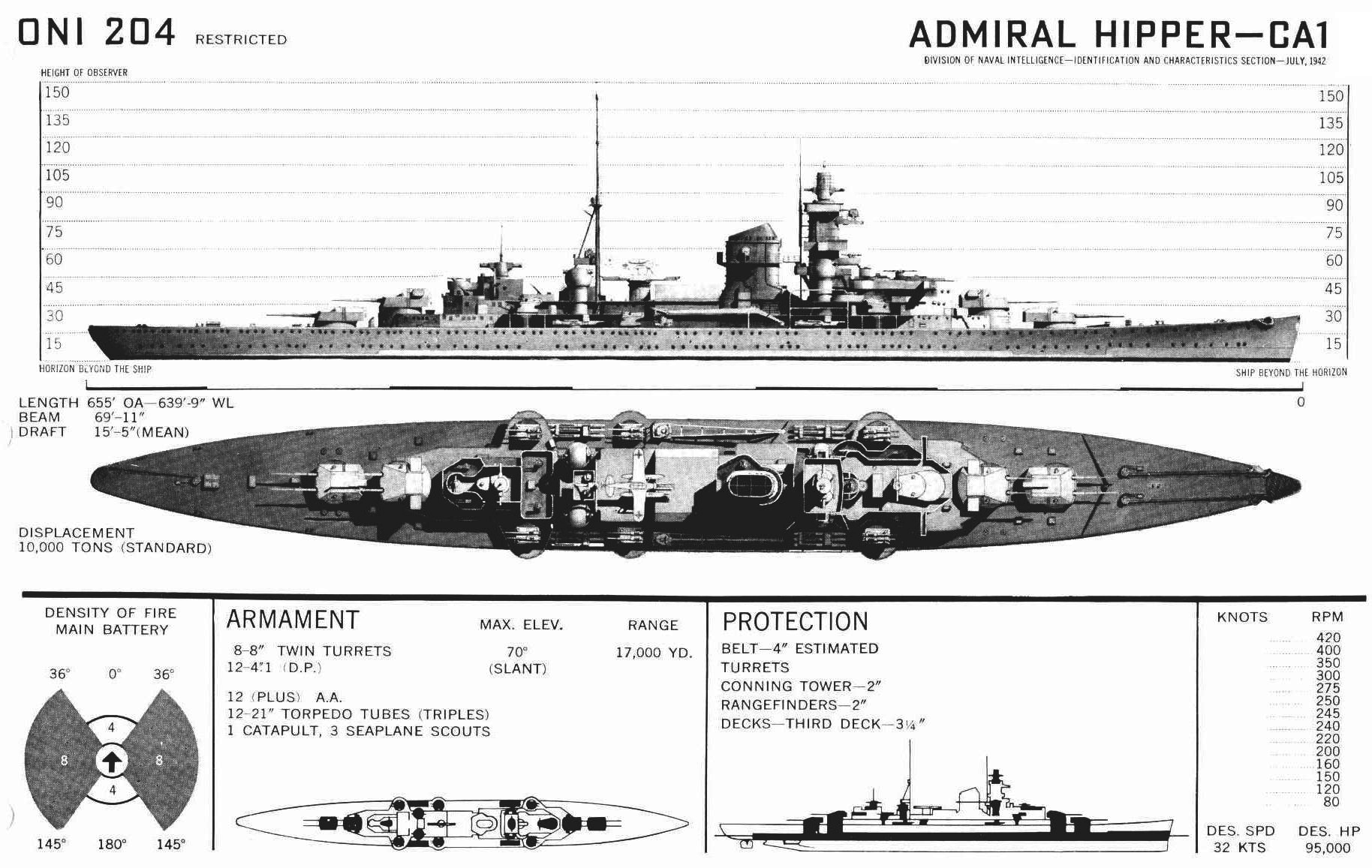
A fegyverezetet és páncélzatot is szemléltető, felismerhetőség céljából készített rajz egy Admiral Hipper-osztályú cirkálóról

Az osztály egységei kis mértékben eltértek egymástól a méretüket tekintve. Az Admiral Hipper vízvonal menti hosszúsága 195,5 m, teljes hosszúsága 202,8 m volt. A függőleges orrkiképzés klipperekéhez hasonló ívelt orrkialakításra (Atlantikbug) való cserélésével a hosszúsága 205 m lett. A szélessége 21,3 m volt. A Blücher vízvonal menti hosszúsága 195 m, teljes hosszúsága 203,2 m, Atlantikbuggal 205,9 m, szélessége 22 m volt. Mindkét hajó tervezett merülése 6,5 m, teljes terhelés melletti merülése 7,2 m volt. A Prinz Eugen vízvonal menti hosszúsága 199,5 m, teljes hosszúsága 207,7 m, Atlantikbuggal 212,5 m volt. A szélessége 21,7 m, standard merülése 6,6 m, teljes terheléssel 7,2 m volt. A Seydlitz és a Lützow teljes hosszúsága 210 m, szélessége 21,8 m, standard merülése 6,9 m, teljes terheléssel 7,9 m volt.
Habár névlegesen a 10 000 t-s vízkiszorítási határ alatt voltak az osztály hajói, ezt valójában jelentősen túllépték. Az Admiral Hipper és a Blücher tervezett vízkiszorítása 16 170 t, teljes terheléssel 18 500 t volt. A Prinz Eugennél ezek az értékek kis mértékben nagyobbak voltak, 16 970 t illetve 19 050 t. A Seydlitz és a Lützow még nála is nagyobbak lettek 17 600 t tervezett és 20 010 t teljes terhelés melletti vízkiszorítással.
A hajótesteket hosszirányú acélvázakból építették meg és 14 vízmentes részlegre osztották fel, a kettős fenék a hajógerinc hosszúságának 72%-át tette ki. A Kriegsmarine értékelésében a hajók jól kormányozhatóknak számítottak, melyek finoman reagáltak a kormánymozdulatokra. Alacsony sebességnél azonban kiszámíthatatlanul reagáltak a szélfújásokra és a tengeráramlatokra. Nagy sebességnél végrehajtott erős kanyarodásnál 14°-kal megdőltek és a sebességük akár 50%-kal is csökkenhetett. Fedélzetén 42 tiszt és 1340 sorállományú teljesített szolgálatot, ami háborús körülmények között 51 tisztre és 1548 sorállományúra bővült. A fedélzetükön számos kisebb vízi járműnek volt hely, közte két motoros naszádnak, két bárkának, egy motoros bárkának, egy pinassének és két dinginek.

### Meghajtás

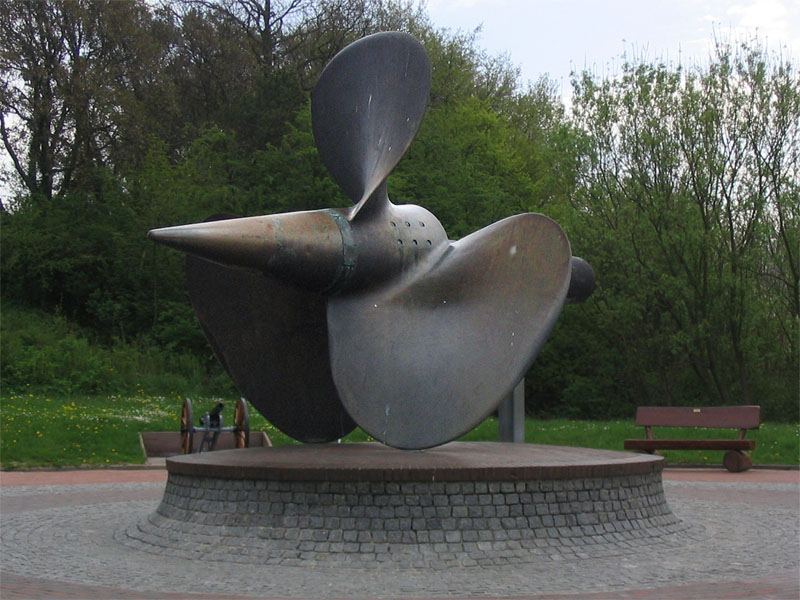
A Prinz Eugen egyik hajócsavarja a Laboe-i Tengerészeti Múzeumban kiállítva

Az Admiral Hipper-osztály egységeinek meghajtásáról három gőzturbina gondoskodott. Az Admiral Hipper és a Blücher turbináit a Blohm & Voss gyártotta, míg a Prinz Eugenéit a Germaniawerft. A Seydlitz és a Lützow turbináit a Deschimag gyártotta le. Az első három hajó esetében a gőzt 12 nagynyomású kazán állította elő. A Seydlitz és a Lützow kilenc duplavégű kazánnal rendelkezett. Az Admiral Hipper és a Prinz Eugen kazánjait a Wagner gyártotta, míg a másik három hajó esetében a La Mont.
Mindegyik turbina egy háromszárnyú, 4,1 m átmérőjű hajócsavart forgatott meg. A hajtóműveiket 132 000 le teljesítmény leadására becsülték, ami 32 csomó végsebességet tehetett lehetővé. Az eredeti tervek alapján 1420-1460 t gázolaj fért el az üzemanyagtartályaikban, de akár 3050-3250 t-t is magukkal vihettek. 20 csomós cirkálósebességgel a hatótávolságuk 6800 tmf (12 600 km) volt.
A kormányzást egyetlen kormánylapáttal oldották meg. Az Admiral Hipper és a Blücher három áramtermelő egységgel rendelkezett, mindegyikben négy dízelgenerátorral és hat turbógenerátorral. A dízelgenerátorok egyenként 150 kW teljesítményűek voltak, a hat turbógenerátor közül négy 460 kW, az utolsó pár 230 kW teljesítményű volt. A gépek összteljesítménye 2900 kW volt. A Prinz Eugen, a Seydlitz, és a Lützow három 460 kW-os dízelgenerátorral, négy 230 kW-os turbógenerátorral és egy 150 kW-os váltakozó áramú generátorral rendelkezett összesen 2870 kW-os teljesítménnyel. Mind az öt hajó elektromos hálózata 220 V feszültségű volt.

### Fegyverzet
A három elkészült hajó nyolc darab 20,3 cm űrméretű, 60-as kaliberhosszúságú (L/60) löveget kapott (20,3 cm SK C/34), melyeket négy lövegtoronyban helyeztek el és melyekhez 960-1280 darab lőszer tartozott, lövegenként 120-160. A lövegeket Drh.L C/34 típusjelzésű lövegtornyokban helyezték el, melyek −10° süllyedési és 37° emelkedési szöget tettek lehetővé. A legmagasabb emelkedési szögnél a lövedékeket 33 540 m távolságra tudták kilőni. A 122 kg-os lövedékeket 925 m/s torkolati sebességgel lőtték ki. A lövedékek páncéltörők illetve fenékgyújtós és orrgyújtós rombolóbombák lehettek. Mindegyik hajót elláttak még 40 ilyen kaliberű világítólövedékkel, melyek egyenként 103 kg-t nyomtak és 700 m/s torkolati sebességgel lőtték ki őket. A Seydlitz négy lövegtornyát az Atlanti falba építették be. A Lützow-ra csak az első két lövegtornyát szerelték fel mikor leszállították a Szovjetuniónak.

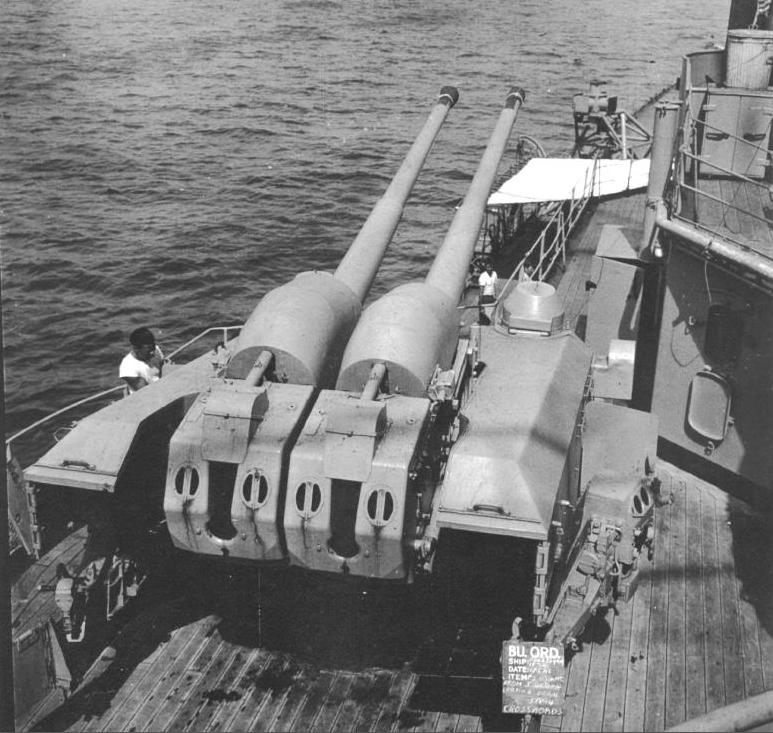
A Prinz Eugen egyik 10.5 cm-es duplacsövű légvédelmi ágyúja

A nehézlégvédelmüket 12 darab 10,5 cm űrméretű (L/65) légvédelmi löveg (10,5 cm FlaK 38 SK C/33) képezte, melyeket kétcsöves lövegtalpakon helyeztek el és 4800 darabos volt a lőszerkészletük. A lövegtalpak Dopp LC/31 típusjelzésűek voltak, melyeket eredetileg a 8,8 cm-es ágyúkhoz (8.8 cm SK C/31) tervezték. Ezek háromtengelyesen voltak stabilizálva és 80°-ig lehetett emelni velük a lövegeket, amivel 12 500 m-es magasságig tudtak ellőni. Felszíni célpontok ellen 17 700 m távolságig voltak használhatók. A lövedékeik egységesen 15,1 kg-osak voltak és lehettek romboló-, romboló-gyújtó- vagy világítólövedékek.
A közeli célpontok elleni fegyverzete eredetileg 12 darab 3,7 cm-es (L/83) lövegből (3.7 cm SK C/30) és nyolc darab 2 cm-es (L/65) lövegből (2 cm FlaK 38) állt. A 3,7 cm-es lövegek egyes lövések leadására voltak képesek, tűzgyorsaságuk 30 lövés/perc volt. A legmagasabbnak számító 85°-os állásszögben 6800 m magasságig tudtak ellőni. A 2 cm-es gépágyúk lövedékei tárakkal rendelkező automata fegyverek voltak, melyek tűzgyorsasága 500 lövés/perc volt. A tárak 20 vagy 40 lövedékesek lehettek, lőszerkészletük 16 000 darabos volt. A háború későbbi szakaszában az Admiral Hipper és a Prinz Eugen légvédelmi tüzérségét megerősítették. A 3,7 cm-es lövegeket leszerelték és helyettük a 2 cm-esek számát 28-ra növelték. 1944-ben a Prinz Eugen 3,7 cm-es lövegei helyett 15 darab 4 cm-es (4 cm Flak 28) ágyút kapott. 1945-re a könnyű légvédelme 20 darab 4 cm-es és 18 darab 2 cm-es lövegből állt. Az Admiral Hipper 16 darab 4 cm-es és 14 darab 2 cm-es löveggel rendelkezett.
A hajók rendelkeztek 12 torpedóvető csővel is, melyeket háromcsöves talpazatokon helyeztek el a fő fedélzeten. Ezekhez 24 darab G7a torpedóval rendelkeztek, melyekből 12 a csövekben kapott helyett és ugyanennyi volt még raktáron. A G7a típusú torpedók 300 kg-os robbanófejjel voltak felszerelve és három sebességi beállítással lehetett kilőni őket: 1939-ben 12 500 km hatótávolságot érhettek el 30 csomós sebesség mellett, 40 csomóval a hatótáv 7500 m-re csökkent, a maximális sebességével, 44 csomóval már 5000 m-re. A 340 lóerős csillagmotorját a háború alatt továbbfejlesztették, aminek révén a hatótávolságot a fenti sebességek mellett 14 000, 8000 illetve 6000 méterre sikerült növelni. Az Admiral Hipper képes volt 96 darab EMC akna szállítására, ezek az érintőaknák 300 kg-os robbanófejjel rendelkeztek.
Az első két cirkálón egy hidroplánt lehetett elhelyezni hangárban, a későbbiekben már kettőt. Az Arado 96-osok közül egy állandó jelleggel a katapulton állt.

### Páncélzat
Az öt Admiral Hipper-osztályú cirkálót Krupp-acélból készült páncélzat védte, felhasználták hozzájuk mind a Wotan Hart, mind aWotan Weich típusokat. A meredeken érkező lövedékek és bombák ellen két páncélfedélzetet alakítottak ki, a felső páncélfedélzet a hajó középső részén a létfontosságú berendezések felett 30 mm vastag volt. A fedélzet ezen túli két végén a páncélzat vastagsága 12 mm-re csökkent, míg a hajóorrot és a tatot egyáltalán nem védte már fedélzeti páncélzat. A fő páncélfedélzet 20-50 mm  vastagságú volt. Mind a két páncélfedélzet Wotan Hart acélból készült. A fő páncélöv a hajó közepén 80 mm vastag volt és a tat felé 70 mm-re csökkent. Egy belső, 20 mm vastagságú torpedóválaszfal védelmezte a hajó létfontosságú részeit a víz alatti találatokkal szemben.
A hajó lövegtornyainak homloklemezei 105 mm vastagságúak voltak, az oldalfalainak és tetőlemezeinek vastagsága pedig 70 mm volt.  A 10,5 cm űrméretű nehéz légvédelmi lövegek lövegtalpainak 10-15 mm vastag lövegpajzsai voltak. Az elülső parancsnoki torony oldalai 150 mm vastag páncéllemezekből álltak, a teteje 50 mm vastagságú volt. A hátsó parancsnoki torony páncélzata csak a repeszek elleni védelmet szolgálta a 30 mm-es oldalvastagságával és a 20 mm-es tetőlemezzel. A légvédelem tűzirányító állásai is repeszek ellen védő páncélzatot kaptak csupán 17 mm vastag pajzsokkal.

## Megépítésük

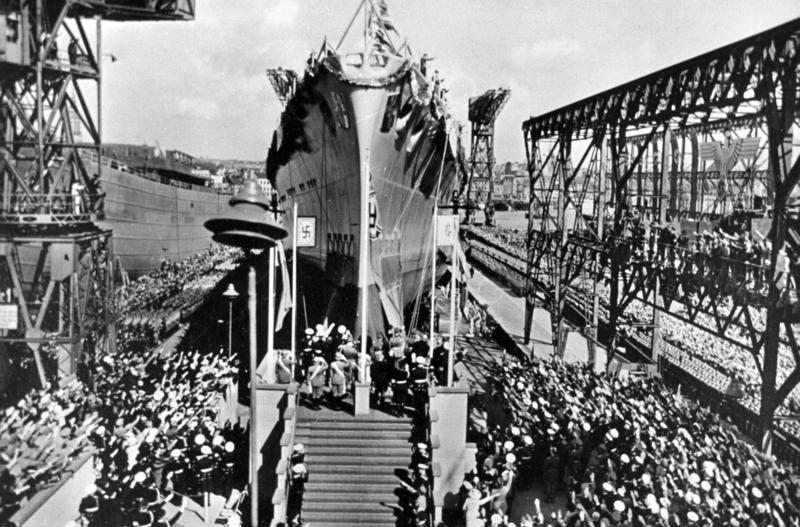
A Prinz Eugen vízrebocsátása

Az Admiral Hippert "H" betűjelzéssel rendelték meg és a flotta állományában a Hamburg könnyűcirkáló pótlásának szánták. A Blohm & Voss hamburgi hajógyárában fektették le a gerincét 501-es építési számmal 1935. július 6-án. 1937. február 6-án bocsátották vízre és a felszerelésével 1939 áprilisában készültek el. A Kriegsmarine 1939. április 29-én vette fel az állományába. A Blüchert "G" megjelöléssel a Berlin könnyűcirkáló pótlására rendelték meg a kieli Deutsche Werke hajógyártól 246-os építési számmal. A gerincét 1936. augusztus 15-én fektették le és 1937. június 8-án bocsátották vízre. A felszerelésével 1939. szeptember 20-án végeztek és ezen a napon adták át a Kriegsmarinének. Az utolsóként teljesen befejezett Prinz Eugent a kieli Germaniawerfttől rendelték meg "J" megjelöléssel. A hajó 564-es építési számmal épült meg. 1936. április 23-án fektették le a gerincét és 1938. augusztus 22-én bocsátották vízre. 1940. augusztus 1-én került a Kriegsmarine állományába.
A Seydlitzet és a Lützow-t a Deschimag építette meg Brémában. A Seydlitzet "K" megjelöléssel rendelték meg és a 940-es építési számot kapta a hajógyárban. A Lützow-t "L" megjelöléssel rendelték meg és a 941-es építési számot kapta. A Seydlitz gerincét 1936. december 29-én fektették le, a Lützow-ét 1937. augusztus 2-án. Vízrebocsátásukra 1939. január 19-én illetve 1939. július 1-én került sor. A Seydlitz építését megszakították mikor már nagyjából 95%-ban elkészült. 1939 októberében a Szovjetunió felajánlotta, hogy megveszi a még el nem készült Prinz Eugent, Seydlitzet és Lützow-t, továbbá a német kapitális hadihajók, tengerészeti lövegek és egyéb más tengerészeti felszerelések terveivel együtt. A három nehézcirkáló közül a németek egyedül a Lützow-t adták el a szovjeteknek.

## Szolgálatuk története
| Név            | Építő                                    | Névadó                          | Gerincfektetés | Vízrebocsátás | Átadás        | Sorsa                                                                                            |
| -------------- | ---------------------------------------- | ------------------------------- | -------------- | ------------- | ------------- | ------------------------------------------------------------------------------------------------ |
| Admiral Hipper | Blohm & Voss, Hamburg                    | Franz von Hipper                | 1935. 07. 06.  | 1937. 02. 06. | 1939. 04. 29. | légitámadást követően legénysége elsüllyeszti (1945. 05. 03.) kiemelése után Kielben lebontják   |
| Blücher        | Deutsche Werke, Kiel                     | Gebhard Leberecht von Blücher   | 1936. 08. 15.  | 1937. 06. 08. | 1939. 09. 20. | Elsüllyedt a dröbaksundi csata során (1940. 04. 09.)                                             |
| Prinz Eugen    | Friedrich Krupp Germaniawerft, Kiel      | Savoyai Jenő                    | 1936. 04. 23.  | 1938. 08. 22. | 1940. 08. 01. | egy lék miatt süllyed el a Kwajalein-atollnál (1946. 12. 22.)                                    |
| Seydlitz       | Deutsche Schiff- und Maschinenbau, Bréma | Friedrich Wilhelm von Seydlitz  | 1936. 12. 29.  | 1939. 01. 19. | -             | legénysége süllyeszti el (1945. 01. 29.)                                                         |
| Lützow         | Deutsche Schiff- und Maschinenbau, Bréma | Ludwig Adolf Wilhelm von Lützow | 1937. 08. 02.  | 1939. 07. 01. | -             | Eladva a Szovjetuniónak (1940. 02. 11.), ahol a Petropavlovszk nevet kapja, 1960 előtt lebontják |

### Admiral Hipper
Az Admiral Hipper vezette a Trondheim megszállására kijelölt csoportot a Weserübung hadművelet idején. Útban oda elsüllyesztette a brit Glowworm rombolót. 1940 decemberében kitört az Atlanti-óceánra, hogy a brit kereskedelmi forgalmat támadja, de ez a portyázása nem járt jelentősebb sikerekkel. 1941 februárjában ismét az atlanti vizeken portyázott, ekkor már számos kereskedelmi hajót elsüllyesztve. A bevetéséről a Dánia-szoroson átjutva tért vissza Németországba. Ezután Észak-Norvégiába helyezték át, hogy a Szovjetunióba tartó konvojokat támadhassa. 1942. december 31-én a barents-tengeri csata során a Sheffield és a Jamaica könnyűcirkálók megrongálták, ami után kénytelen volt visszavonulni a harcból.
A vereség hírére Hitler a felszíni hadihajók többségét le akarta szereltetni és szét akarta bontatni, azonban Karl Dönitz tengernagynak sikerült meggyőznie arról, hogy érdemes megtartani a felszíni flottát. Az Admiral Hippert ezután a javítások elvégzéséhez visszarendelték Németországba és kivonták a szolgálatból. 1944. április 30-án ismét szolgálatba állt kiképzőhajóként. 1945. január 30-án 1500 menekülővel a fedélzetén hagyta el szovjetek által veszélyeztetett Gotenhafent, akikkel február 2-án érkezett meg Kielbe.Heavy Cruiser Admiral Hipper. (Hozzáférés: 2023. január 21.) 1945. május 3-án brit bombázók súlyosan megrongálták Kiel kikötőjében, ami után a saját legénysége elsüllyesztette. 1945 júliusában kiemelték és a Heikendorfi-öbölbe vontatták, ahol 1948 és 1952 között szétbontották. A hajóharangja a greenwichi National Maritime Museumban található.

### Blücher

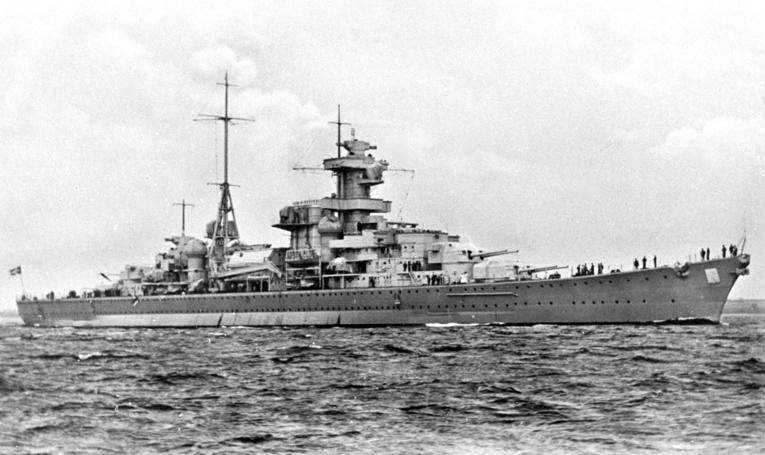
A Blücher a menetpróbáin

Az 1939 novemberi átadását követően a Blücher a Balti-tengeren végezte el a próbajáratait és hajtott itt végre hadgyakorlatokat, melyek egészen 1940 márciusáig eltartottak. 1940. április 5-én nyilvánították alkalmassá az aktív szolgálatra, és a Norvégia megszállására összeállított haderő Oskar Kummetz ellentengernagy vezette 5. csoportjának zászlóshajója lett. A Blücher a csoportja élén behatolt az Oslo-fjordba április 8-ika éjjelén. A Dröbak-szorosban lévő Oskarsborg erődítmény két régi 28 cm-es partvédelmi ágyúja kis távolságból tüzet nyitott rá és két súlyos károkat okozó találatot ért el rajta. Partra telepített torpedóvető ütegek is eltalálták két torpedóval, amik szintén súlyos károkat okoztak benne. A Blücher fedélzetén nagy tűz keletkezett, amit nem lehetett megfékezni. Az egyik lőszerraktárának felrobbanása után a nehézcirkáló lassan átfordult és nagy emberveszteséggel elsüllyedt.
A hajóroncs az Oslo-fjord mélyén nyugszik, bár 1963-at követően számos alkalommal felvetődött, hogy kiemelik, egyik tervet sem hajtották végre. A hajócsavarjait 1953-ban leszerelték, 1994-ben 1000 t olajat távolítottak el az üzemanyagtartályaiból. A hozzá nem férhető üzemanyagtartályaiból folyamatosan szivárog az olaj. Az olaj kiszivattyúzásával egyidőben a búvárok felszínre hozták az egyik Arado 96-os hidroplánját, mely Stavangerben van kiállítva.

### Prinz Eugen

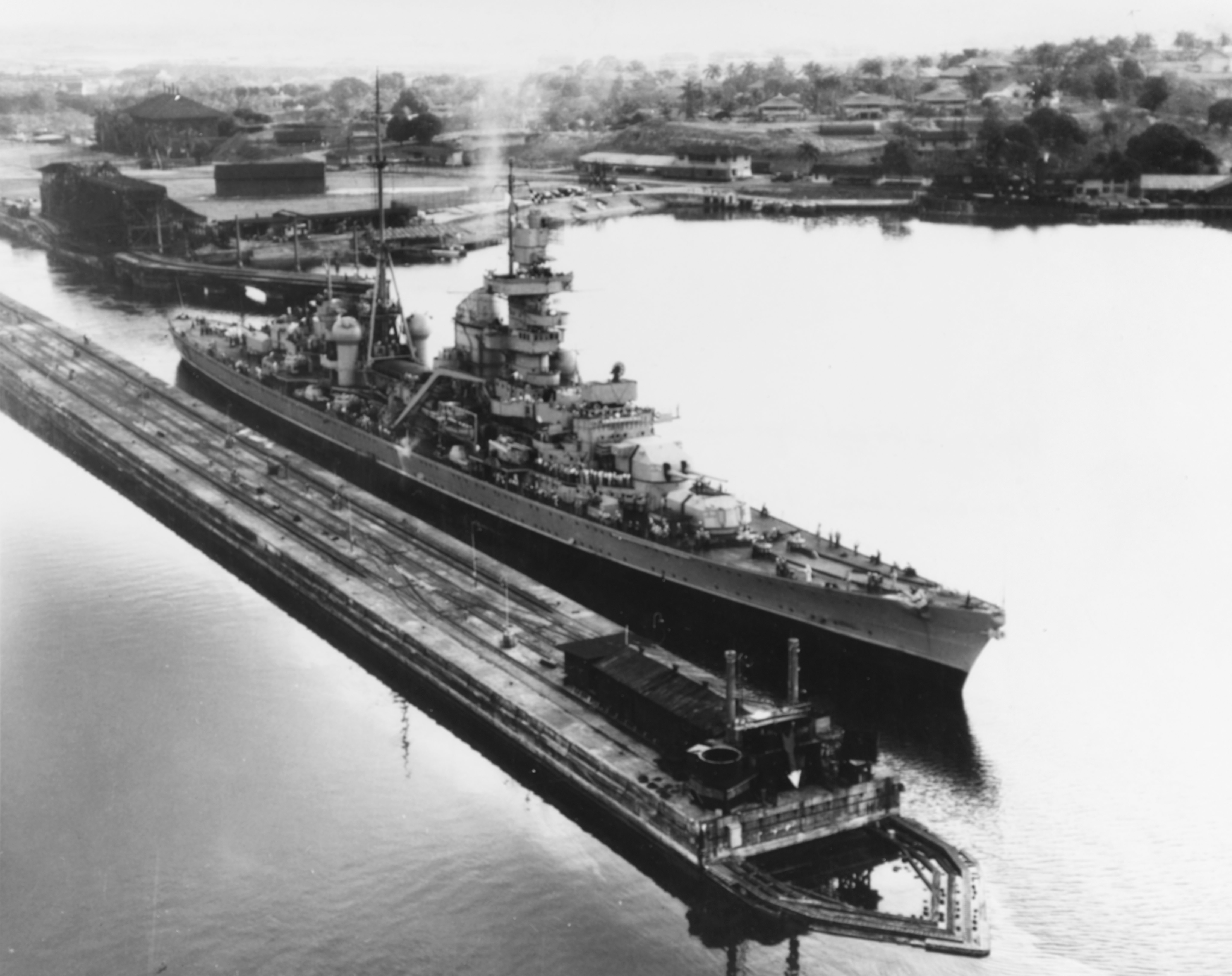
A Prinz Eugen a Panama-csatornán
útban a Crossroads hadműveletre 1946-ban

A Prinz Eugen első bevetése 1941 május-júniusában a Rheinübung hadművelet volt, amelynek során a Bismarck csatahajó kíséretében az Atlanti-óceánra kitörve kellett kereskedelmi háborút folytatnia. A két német hajó a Dánia-szorosban összecsapott a feltartóztatásukra kiküldött Hood csatacirkálóval és Prince of Wales csatahajóval, melynek során a Hoodot elsüllyesztették és a Prince of Wales-t megfutamították. A nyílt óceánra kijutva a Prinz Eugen különvált a Bismarcktól, hogy önállóan kezdjen portyázni, de hamarosan hajtóműproblémái adódtak és idő előtt ki kellett kötnie Franciaországban. Miután kijavították a sérüléseit, a Cerberus hadművelet során a La Manche-on át visszatért Németországba. 1942 februárjában Norvégiába helyezték át, de pár nappal a megérkezése után a brit Trident tengeralattjáró egyik torpedója eltalálta, súlyos károkat okozva a tatjában, amit Németországban kellett megjavítani.
Az aktív szolgálatba való visszatérése után hónapokat töltött el új kadétok kiképzésével a Balti-tengeren, majd a visszavonuló német hadsereget támogatta tüzérségével a Vörös Hadsereggel szemben. A háború végén 1945 májusában a hajó a briteknek adta meg magát, majd az Egyesült Államok kapta meg hadizsákmányként. A hajó tanulmányozása után a Crossroads hadművelet fedőnevű nukleáris tesztrobbantáshoz a Bikini-atollhoz vitték. Itt két atomrobbantásnál volt a célhajók egyike. A robbantásoktól egyik legtávolabb elhelyezett célhajóként átvészelte mindkét robbantást és a felszínen maradt, ezért a Kwajalein-atollhoz vontatták, ahol egy kisméretű, de a sugárszennyezéstől tartva be nem tömött résen át folyamatosan víz jutott a hajótestébe, míg végül 1946 decemberében átfordult és elsüllyedt. A hajó maradványa részben a víz felett maradt, az egyik hajócsavarját leszerelték róla, ez a Laboe-i Tengerészeti Múzeum területén van kiállítva Németországban.

### Seydlitz

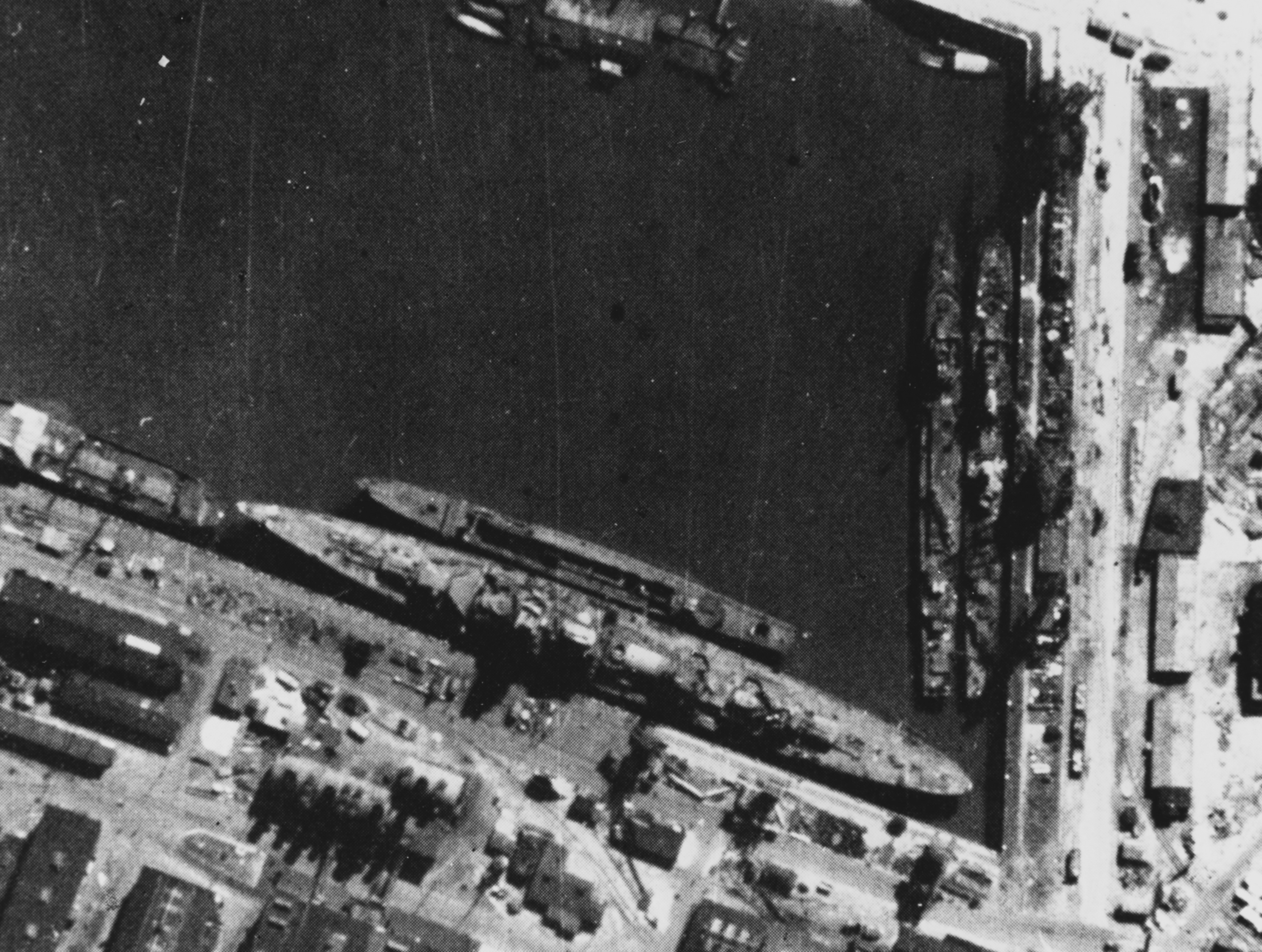
Felderítő repülőgép által készített fénykép a Seydlitzről 1942 márciusában, még az átalakítási munkálatok megkezdése előttről

A Seydlitz már 95%-ban elkészült, mikor leállították az építését. A befejezetlen hajó 1942 márciusáig ebben az állapotában maradt, mikor is a Kriegsmarine úgy döntött, hogy a repülőgép-hordozókat fogja előnyben részesíteni a felszíni hajótípusok közül, és a Seydlitz is azon hajók között volt, melyeket segéd repülőgép-hordozókká kellett átalakítani. Weserre átnevezve 1942 májusában láttak hozzá az átalakításához. A felépítmény nagy részét eltávolították egyedül a kéményét meghagyva, hogy helyet biztosítsanak a leszállófedélzetnek és egy repülőgéphangárnak. Összesen mintegy 2400 t anyagot távolítottak el így a hajóról.
Repülőgép-hordozóként 10 darab Messerschmitt Bf 109-es vadászgép és 10 darab Junkers Ju 87 zuhanóbombázó kapott volna rajta helyet. A légvédelmi tüzérségét 10 darab (5×2) 10,5 cm-es (10,5 cm SK C/33), 10 darab (5×2) 3,7 cm-es (3,7 cm SK C/30) és 24 darab (6×4) 2 cm-es légvédelmi löveg (Flak 38) alkotta. A munkálatokat 1943 júniusában leállították és a befejezetlen hajót Königsbergbe vontatták, ahol 1945. január 29-én elsüllyesztették. A hajóroncs a szovjetek kezére került, akik különböző elemeinek leszerelését tervezték, hogy az általuk megvásárolt testvérhajójának, a Lützow-nak (ekkor Tallinnak) az befejezéséhez használják fel. A szovjetek hamar felhagytak ezzel a tervükkel és ezután a hajóroncsot helyben lebontották.

### Lützow
1939 októberében a Szovjetunió felkínálta, hogy megveszi – többek között – a félkész állapotban lévő Lützow-t. A tárgyalási sorozat végén a Kriegsmarine 1940 februárjában beleegyezett az eladásába, 150 millió birodalmi márkát kérve érte. A transzfert április 15-én bonyolították le. A hajónak ekkor még csak a két elülső lövegtornya került a helyére és a felépítményének a nagy része is hiányzott még. A hajó 1940 szeptemberében a Petropavlovszk nevet kapta, az építését egy leningrádi hajógyár folytatta német tanácsadók instrukciói alapján. 1941 júniusában, a Barbarossa hadművelet megindításakor még mindig építés alatt állt. Rövid ideig részt vett Leningrád védelmében, ahol a tüzérségével támogatta a szárazföldi harcokat. 1941 szeptemberében német tüzérségi találatok következtében elsüllyedt, de egy évvel később, 1942 szeptemberében kiemelték. Kijavítása után a Tallin nevet kapta és támogatta a Leningrád felmentésére indított offenzívát 1944-ben. A háború után rögzített gyakorló platformként és szálláshajóként használták mielőtt valamikor 1953 és 1960 között lebontották.

## Fordítás
- Ez a szócikk részben vagy egészben  az   Admiral Hipper-class cruiser című angol Wikipédia-szócikk ezen változatának fordításán alapul.  Az eredeti cikk szerkesztőit annak laptörténete sorolja fel. Ez a jelzés csupán a megfogalmazás eredetét és a szerzői jogokat jelzi, nem szolgál a cikkben szereplő információk forrásmegjelöléseként.
- Ez a szócikk részben vagy egészben  az   Admiral-Hipper-Klasse című német Wikipédia-szócikk ezen változatának fordításán alapul.  Az eredeti cikk szerkesztőit annak laptörténete sorolja fel. Ez a jelzés csupán a megfogalmazás eredetét és a szerzői jogokat jelzi, nem szolgál a cikkben szereplő információk forrásmegjelöléseként.